# Котгассер, Антон
Антон Котгассер (нем. Anton Kothgasser; 9 января 1769, Вена — 2 июня 1851, Вена) — художник австрийского бидермайера, живописец по фарфору и стеклу. Наряду с Самуэлем Моном является одним из самых известных художников по стеклу своего времени. Прославился филигранной прозрачной эмалевой росписью на стаканах и чашках Венской фарфоровой мануфактуры.

## Биография
Антон Котгассер родился в Вене в семье трактирщика Йозефа Котгассера и Марии Магдалены. После ранней смерти отца в 1775 году обучением Котгассера занялся его родственник Якоб Петтер, работавший живописцем-пейзажистом на Венской фарфоровой мануфактуре. Петтер организовал для мальчика с 1781 года обучение у Генриха Фридриха Фюгера в Венской академии изобразительных искусств.
В пятнадцать лет Антон Котгассер поступил на работу «художником по краскам» (Buntmaler), а с 1805 года — художником по рисункам и золочению на Венскую фарфоровую мануфактуру. В ранний период творчества он в основном создавал орнаменты для фарфоровых изделий.
В 1806 году художнику по фарфору Самуэлю Мону из Лейпцига удалось расписать стаканы из стекла транспарантными (прозрачными) эмалями. Благодаря знакомству с Моном, в 1812—1813 годах Антон Котгассер задумался о декорировании тонкостенных стаканов с помощью эмалевой росписи. Такие изделия особенно ценились в период бидермайера примерно до 1840 года.
На стаканах, расписанных Котгассером изображены сцены сражений эпохи Наполеоновских войн. В первые годы художник создавал на Венской мануфактуре расписные изделия, как из фарфора, так и из стекла, используя чёрную краску шварцлот и декорирование золотом. Из-за кризиса мануфактуры в 1809—1815 годах, вызванного наполеоновскими войнами, Котгассер обратился к кустарной росписи стекла (так называли работу художников на дому), чтобы обеспечить себе средства к существованию.
Он также самостоятельно продавал свои изделия, через коммерсанта Леопольда Шадльбауэра, который принимал стеклянную посуду на комиссионных началах. В общей сложности Котгассер продал Шадльбауэру более 540 видовых («панорамных стекол»), хотя предполагается, что большую часть изделий он отдавал для росписи своим помощникам. Некоторые из изображений основаны на рисунках Карла Шютца и Иоганна Андреаса Циглера, которые были опубликованы в 1779 году в издательстве Artaria под названием «Собрание пятидесяти видов Вильгельма Вьенна».
«Стёкла Котгассера» (Kothgasser-Gläser) приобрели широкую популярность. Художник украшал кубки и стаканы портретами, аллегориями, изображениями цветов и животных, монограммами, эмблемами и даже изображениями игральных карт. Типичными для эстетики периода бидермайера стали его изделия с видами Вены, в том числе из собора Святого Стефана, а также Бадена, Карловых Вар и Праги.
Такие изделия производили для экспорта в Богемию (Прага и Карловы Вары), Италию (Венеция, Милан, Триест, Ливорно, озеро Маджоре), Венгрию (Пешт), а также в Пруссию, герцогство Нассау и Великое герцогство Гессен (Берлин, Висбаден, Дармштадт, Бад-Эмс).
В 1824 году во время реставрации аббатства Откомб (Савойя) пьемонтский архитектор Эрнесто Мелано поручил Котгассеру создать витражи для Капеллы принцев, изображающие детство и страдания Иисуса. Котгассер также сделал несколько витражей для Туринского собора, аббатства Зайтенштеттен, приходской церкви Св. Ульриха в Файстриц-ам-Векселе и столовой в замке Брандхоф в Гюсверке. После смерти Самуэля Мона в Лаксенбурге в 1825 году Котгассер обратился к императору Францу II с просьбой продолжить работу над витражами во Францесбурге в Лаксенбурге. Ему приписывают витражи в спальне коменданта замка, изображающие сцены турниров, созданные в конце 1820-х годов, а также виды Дуная в Венгерском коронационном залe. В замке Брандхоф Котгассер проектировал окна, состоящие из шести створок, каждая из которых содержала аллегории на основе библейских стихов.
Антон Котгассер был женат дважды: после смерти первой жены Марии Анны Альбрехтскирхнер (1764—1827) он женился на Катарине Фегенбергер (1788 — после 1851). В 1840 году Котгассер вышел на пенсию. Художник скончался в Вене в возрасте восьмидесяти двух лет.
В 2017 году Музей прикладного искусства в Вене представил большую коллекцию изделий А. Котгассера и С. Мона в рамках специальной выставки «Бокалы эпохи ампира и бидермайера» (Gläser der Empire- und Biedermeierzeit).
«Стёкла Котгассера» являются востребованными предметами на международных аукционах произведений искусства. Цены на расписные чашки и бокалы варьируются от 1000 до 40 000 евро в зависимости от сложности росписи, редкости мотива и состояния.

## «Стёкла Котгассера»

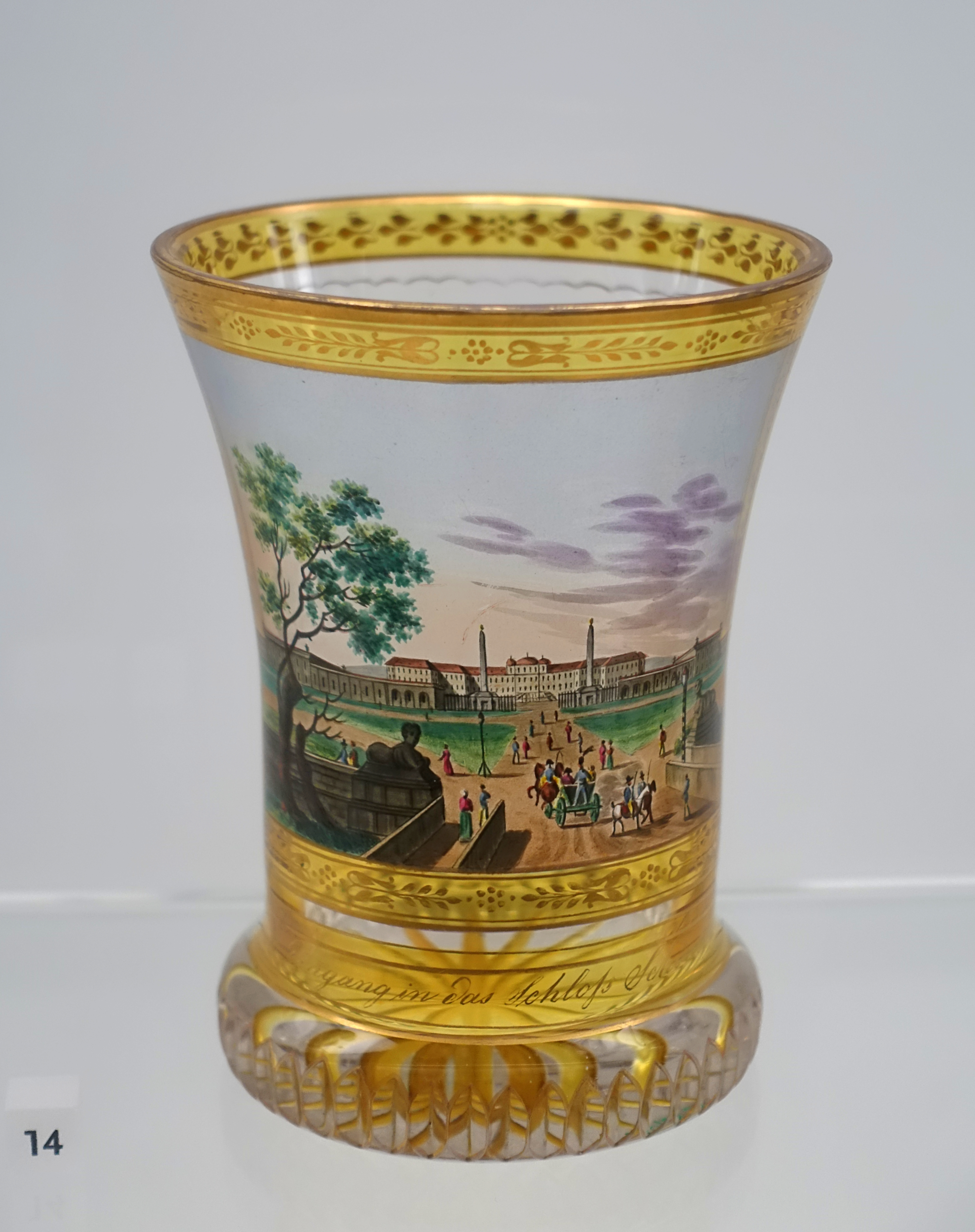
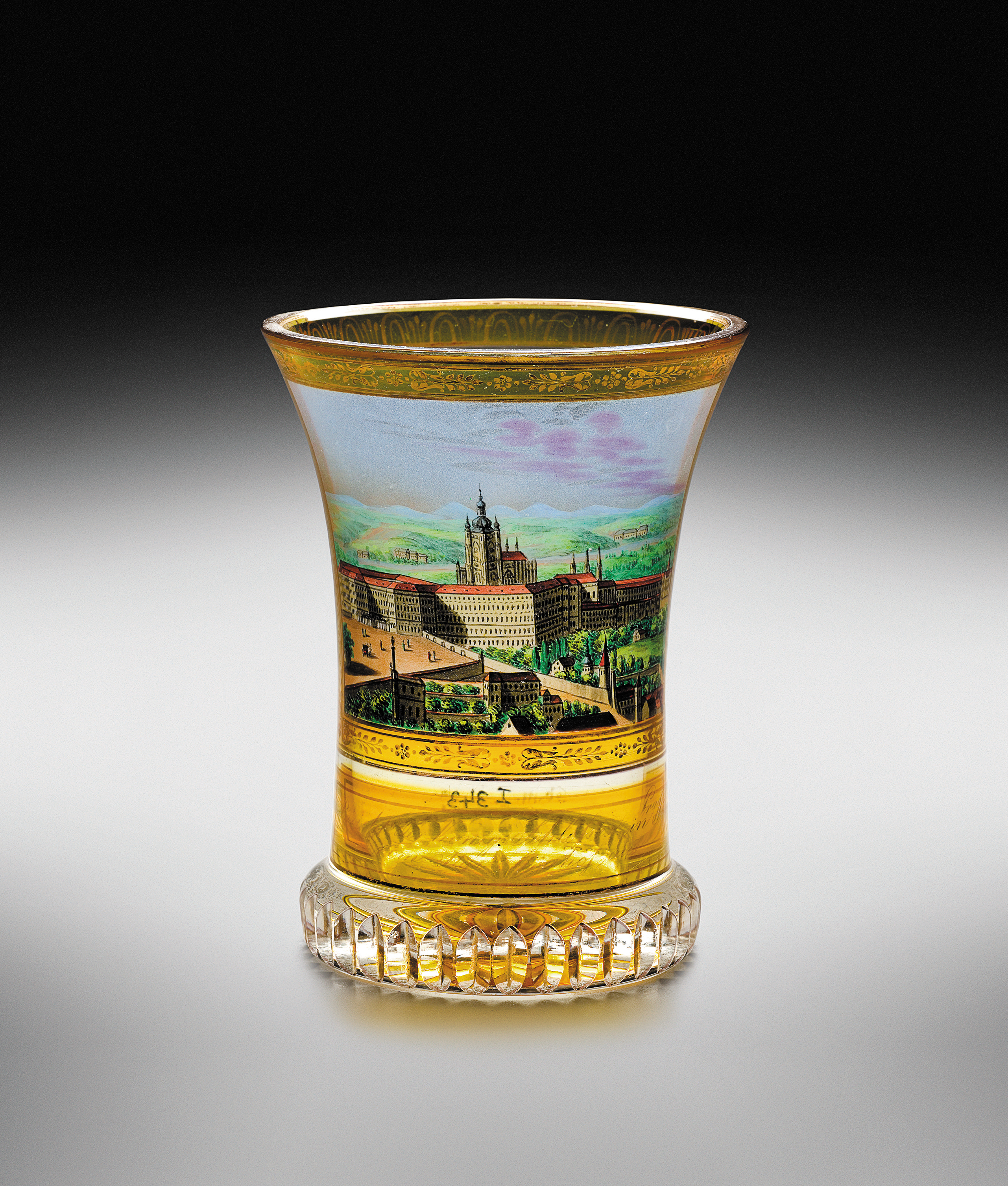
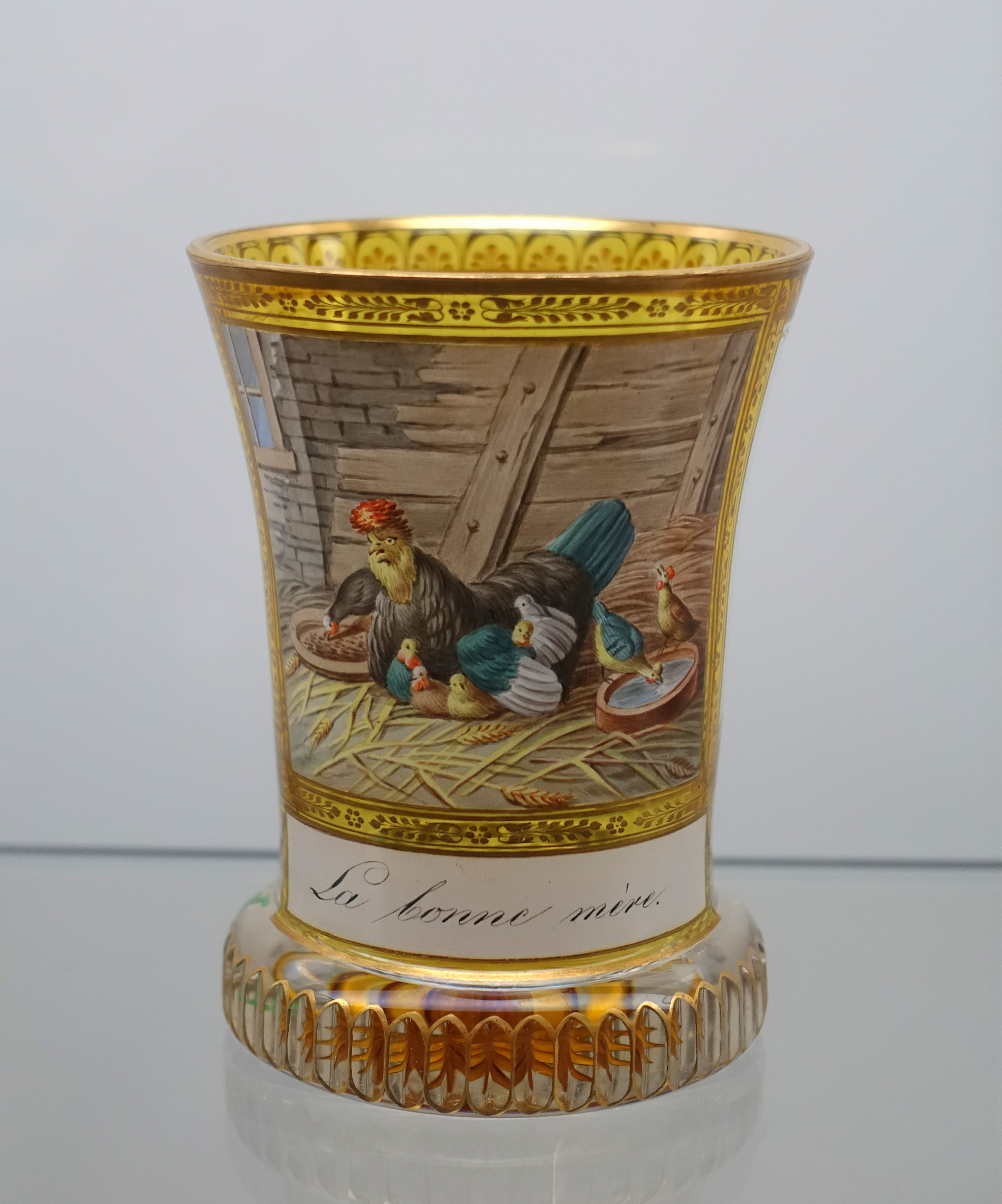
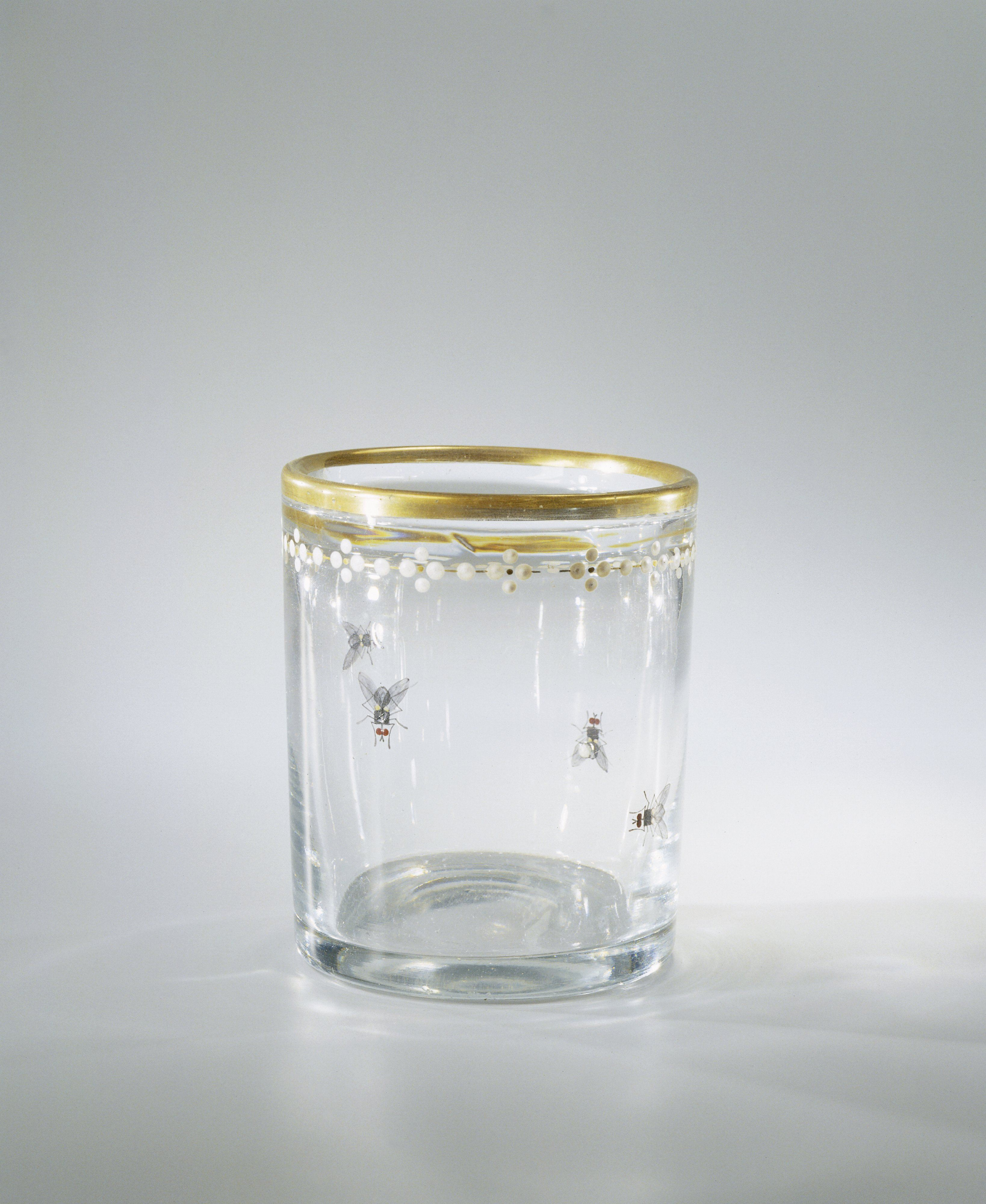
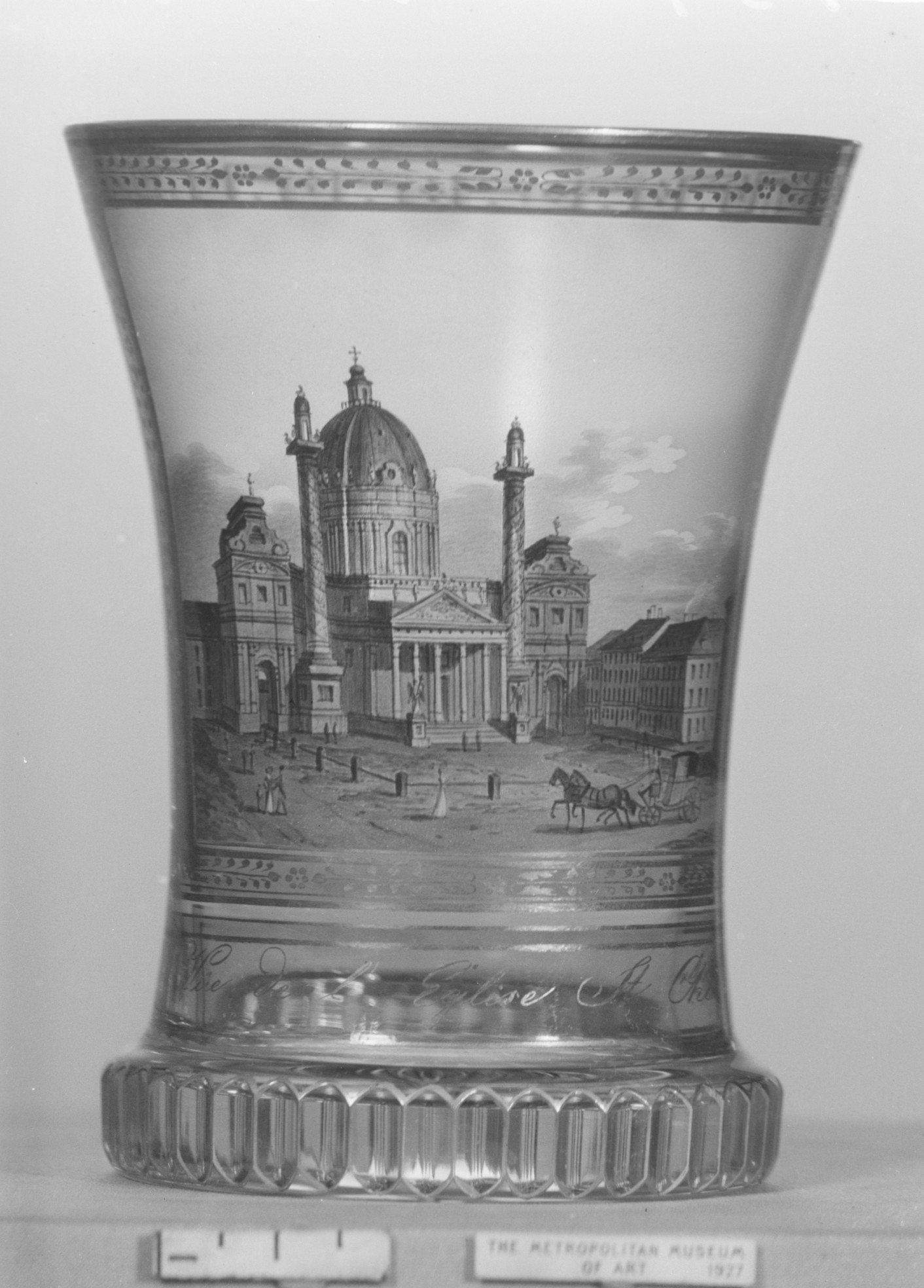